# C20H21NO2
化学式C20H21NO2（摩尔质量：307.39 g/mol）可以指：
- 莫沙维林，CAS号：10539-19-2
- MDO-NPA，CAS号：81264-57-5 ，盐酸盐CAS号：113678-73-2
- 4-己基苯甲酸-4-氰基苯酯，CAS号：50793-85-6
- RCS-2-C4，CAS号：1345966-63-3

|  | 这个同类索引页列出了具有相同分子式的化学物（即同分異構體）条目。 除非您是有意链接至本页，否则应将相应条目的内部链接指向正确的条目。 |